# Norgren
Norgren ist ein Unternehmen für pneumatische Lösungen.

## Geschichte
Carl A. Norgren gründete im Oktober 1925 in seiner Küche die Firma C.A. Norgren. Basis des Geschäfts war eine neue Schlauchverbindung für Druckluftleitungen, die er erfunden hatte. Das Anfangskapital für die Firma brachte seine Frau ein. Im Winter 1925/26 begann der Geschäftsbetrieb. Carl A. Norgren entwickelt weitere Typen von Verbindern und Verschraubungen. Die Company wurde am 1. März 1926 eine Partnergesellschaft. Wegen Raummangels zog das Unternehmen nach Denver, dies war der erste Standortwechsel. Durch den Umzug brauchte das Unternehmen mehr Kapital. Freunde von Carl A. Norgren investierten 12.100 US-Dollar, und das Unternehmen wuchs. 1927 stellte Norgren den ersten Verkaufsmanager ein, und 1928 mietete die Firma das erste Fabrikgebäude.
1929 erfand Carl Norgren eine Sprühpistole, mit deren Hilfe Schraubenfedern einfacher geölt werden konnten. Bisher wurden die Federn mit einem Pinsel, der Feder für Feder in ein Gefäß mit Öl getaucht werden musste, geschmiert. Innerhalb kurzer Zeit wurden tausend Stück verkauft.
Nachdem Probleme mit Kreditgebern und Aktionären Anfang der 1930er Jahre dank Anna Struble, Norgrens Schwester, gelöst worden waren, zog die Firma in eine neu gebaute Fabrik um. Es folgten  weitere sieben Fabrikgebäude. In Englewood, Colorado, entstand 1950 das Hauptwerk mit Verwaltung und Archiv.
Nach dem Zweiten Weltkrieg stieg Norgren in den internationalen Welthandel ein: Es wurden Niederlassungen in England (1949), Schweden (1950), Westdeutschland (1958), Japan (1963), Italien (1965), Indien (1965), Argentinien (1966) und Mexiko (1967) gekauft oder neu gegründet.
Die  Entwicklung in den 1950ern machte es erforderlich, das Stammwerk zu vergrößern. Doch auch diese Fabrik war auf Dauer gesehen zu klein. So wurde schließlich in Littleton neu gebaut, was dem Geschäft mit pneumatischen Filtern, Reglern und Druckluftölern, in das Norgren inzwischen  eingestiegen war, zugutekam. Außerdem entstanden in Littleton ein Forschungslabor und eine Cafeteria.
1965 erreichte die Firma einen Platz unter den zehn besten Firmen in ihrer Branche. Kriterien waren Arbeitssicherheit, technisch ausgereifte Produkte, Fachkönnen, Kompetenz und Leistungsfähigkeit, Fabrikausstattung, Arbeitsmethoden und -umfeld sowie Betriebsklima.
1972 wurde Norgren von IMI mit Sitz in Birmingham  gekauft. Seither firmiert Norgren unter der Bezeichnung IMI Norgren bzw., seit 2003, in Deutschland unter Norgren GmbH. Dazu gehören auch Buschjost GmbH, IMI Norgren Automotive GmbH und die Herion Systemtechnik GmbH.
IMI hat nach eigenen Angaben einen Jahresumsatz von 1,6 Mrd. Pfund Sterling.